# E4 (TV-kanal)
E4 är en brittisk TV-kanal som marknadsförs som ett komplement till public service-kanalen Channel 4 av kanalernas gemensamma ägare. Kanalen började sända den 18 januari 2001 och riktar sig till tittare i åldrarna 16-34. Programutbudet inkluderar många populära TV-serier från USA, bland andra Vänner, Cityakuten, OC, Sopranos, Six Feet Under, Vita huset, Desperate Housewives, Scrubs och Lost. Även egna produktioner är vanliga på E4, mestadels i form av pratprogram och dokusåpor. Under de perioder som den brittiska versionen av dokusåpan Big Brother visas på Channel 4 visas mycket extramaterial och repriser från dokusåpan på E4.
E4 var från början en betalkanal, men anslöts 2005-05-27 till det marksända digitala nätet Freeview och blev därmed gratis i likhet med de andra Freeview-kanalerna. Kanalen sänder sedan augusti 2005 hela dygnet. Tvillingkanalen E4+1 sänder samma program som E4 en timme senare.

## Kanalfakta
- Sändningsstart: 2001-01-18
- Tittarandel (i Storbritannien): 2,4 % (E4), 0,5 % (E4+1) (juli 2005 )
- Utsändning:
  - Marksänt:
    - Freeview: kanal 14 (E4), kanal 32 (E4+1)

  - Satellit-TV:
    - Sky Digital: kanal 163 (E4), kanal 164 (E4+1)

  - Kabel-TV:
    - Telewest: kanal 144 (E4), kanal 145 (E4+1)
    - NTL: kanal 144 (E4), kanal 145 (E4+1)
- Ägare: Channel 4 Corporation